# Cessna 162
Le Cessna 162 Skycatcher est un avion léger biplace créé par l'entreprise Cessna, destiné à l'école et à un usage personnel, produit en République populaire de Chine. L'assemblage final et les tests en vol sont effectués aux États-Unis.

## Histoire
Le Cessna 162 est classé dans la catégorie light sport aircraft (LSA), avions de moins de 600 kg.
275 Cessna 162 ont été produits. Seuls 195 ont été vendus. Les 80 derniers avions produits seront utilisés pour pièces de rechange.
Aucun Cessna 162 n'a été vendu en Europe. L'avion n'a pas été certifié par l'Agence européenne de la sécurité aérienne.